# Ernährungspumpe
Eine Ernährungspumpe ist ein elektrisch betriebenes Dosiergerät, das mit der eingestellten Geschwindigkeit Sondennahrung durch eine Ernährungssonde in den Magen-Darm-Trakt eines Patienten befördert. Sie ist ein aktives Medizinprodukt und darf daher nur von Personen angewendet werden, die nachweislich in die Funktionen und Bedienung eingewiesen wurden.

## Indikation
Der Einsatz einer solchen Pumpe ist nur dann angezeigt, wenn eine enterale Ernährung kontinuierlich erfolgen soll, zum Beispiel bei einem Patienten, dessen Ernährungssonde durch die Nase oder die Bauchdecke direkt in den Dünndarm führt (nasointestinale bzw. nasojejunale Sonde, Perkutane endoskopische Jejunostomie). Ansonsten kann Sondennahrung portionsweise über Schwerkraftsysteme oder in Bolusgaben verabreicht werden.

## Funktionsweise
Eine Ernährungspumpe arbeitet nach dem Prinzip einer Schlauchpumpe. Sondennahrungsbehälter und Ernährungssonde werden durch ein spezielles Schlauchsystem miteinander verbunden, das einem Infusionssystem ähnelt, jedoch zum Teil andere Anschlüsse hat. Das verhindert ein versehentliches Konnektieren mit einem intravenösen Zugang.
Der transparente Schlauch des Überleitungsgeräts setzt an einer Tropfkammer an, die je nach Produkt in den Sondennahrungsbehälter gesteckt oder an den Flaschenansatz geschraubt wird. Die Tropfkammer wird durch mehrmaliges Zusammendrücken etwa zur Hälfte gefüllt. Mit der mechanischen Rollklemme am Schlauch wird dieser geöffnet und zunächst vollständig mit der Flüssigkeit gefüllt, die verabreicht werden soll. Anschließend wird der Durchfluss mit der Rollklemme wieder gestoppt. Das integrierte Zwischenstück, das mit dem jeweiligen Pumpenfabrikat kompatibel sein muss, wird in das Gerät eingelegt. Das freie Ende des Schlauches wird an die mit einer Klemme verschlossene Ernährungssonde angeschlossen. Nun wird das Gerät eingeschaltet und die Förderrate eingestellt. Nachdem alle Klemmverschlüsse geöffnet wurden, wird das Programm gestartet.
Wenn der Sondennahrungsbehälter leer ist, gibt das Gerät Alarm, ebenso bei einem Förderstopp, wenn beispielsweise das Schlauchsystem abgeknickt ist.

## Vor- und Nachteile
Ein Vorteil der Ernährungspumpe besteht darin, dass der Patient in seiner Mobilität weniger eingeschränkt ist als mit einem Schwerkraftsystem. Die Pumpe, die über einen Akku verfügt, kann in einer speziellen Tragetasche oder einem Spezialrucksack mitgeführt werden, während sich das Schwerkraftsystem oberhalb des Magenniveaus befinden muss und deshalb in der Regel an einem Infusionsständer hängt. Bei Ortsveränderung muss der Infusionsständer mitgeführt oder die Nahrungszufuhr unterbrochen werden.
Allerdings liegt die Fördergenauigkeit vieler Ernährungspumpen nur bei etwa zehn Prozent; mögliche Alarmgrößen und deren Toleranzen sind nicht mit denen von Infusionspumpen vergleichbar. Besondere Vorsicht ist geboten, wenn gleichzeitig mit der kontinuierlichen Sondenkostgabe Insulin über eine Infusionspumpe verabreicht wird. Da es zu unbemerktem Förderstopp der Nahrung kommen kann, besteht die Gefahr von Stoffwechselentgleisungen bis hin zum hypoglykämischen Schock.
Ebenso kam es laut dem Bundesinstitut für Arzneimittel und Medizinprodukte (BfArM) in der Vergangenheit zu Vorkommnissen in Zusammenhang mit der Anwendung von Ernährungspumpen, zum Teil lebensgefährdende Aspirationspneumonien aufgrund von unkontrolliertem übermäßigen Fördern bzw. frei laufender Sondenkost. Dabei wurden große Mengen Sondennahrung in sehr kurzer Zeit zugeführt, da beispielsweise das Leitungssystem nicht korrekt in das Gerät eingelegt war. Die übermäßige Förderung wurde vom Personal oder der Aufsichtsperson nicht sofort oder sogar erst nach völliger Entleerung des Nahrungsbehälters beim Auftreten des Alarms bemerkt. Die betroffenen Patienten erbrachen sich wegen der Überfüllung, in einigen Fällen wurde die Flüssigkeit aspiriert. In der Folge traten Pneumonien und mittelbar auch einige Todesfälle auf.

## Belege
1. ↑  Medizinprodukte, Risikoerfassung, Empfehlungen (2013) auf www.bfarm.de, abgerufen am 9. Mai 2014
2. ↑  Dietrich Schröder: Probleme durch Über- und Unterförderungen. auf www.bfarm.de, abgerufen am 9. Mai 2014